# Logo de seqüències

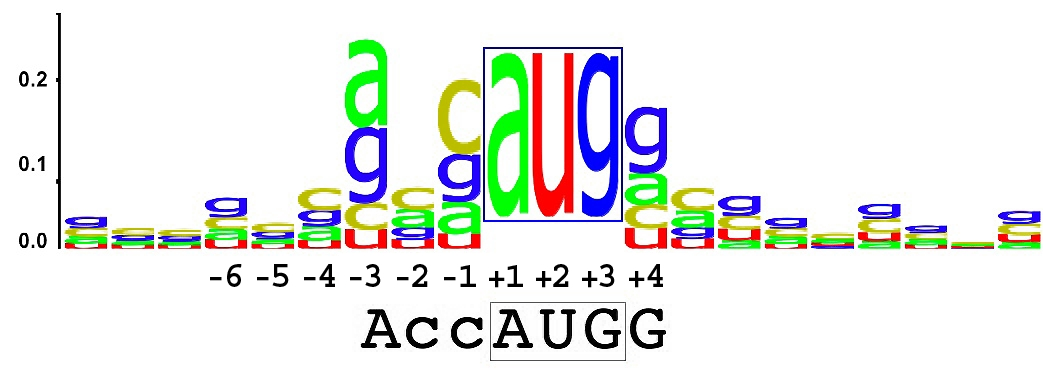
Un logo de seqüències on es mostren les bases més conservades al voltant del codó d'iniciació de tots els ARN missatgers humans.

En bioinformàtica, un logo de seqüències és una representació gràfica del grau de conservació dels nucleòtids en una seqüència d'ADN o ARN, o dels aminoàcids d'una seqüència proteica. Els logos de seqüències es creen a partir d'una col·lecció de seqüències alineades i mostren tant la seqüència consens com la diversitat de les seqüències. Els logos de seqüències freqüentment s'utilitzen per representar característiques de seqüència com llocs d'unió de proteïnes en el DNA o unitats funcionals en proteïnes.